# Cultura afroestadounidense
La cultura afroestadounidense comprende las diferentes aportaciones culturales de los estadounidenses descendientes de africanos, tanto como parte o como elemento distintivo de la cultura estadounidense.
En general, esta expresión se entiende referida a los afroestadounidenses que viven en Estados Unidos. La identidad diferencial de la cultura afroestadounidense hunde sus raíces en África. Se trata principalmente de una mezcla de subsahariana y saheliana. Aunque la esclavitud restringió en buena medida la capacidad de los estadounidenses descendientes de africanos para practicar sus propias tradiciones, muchas de sus prácticas, valores y creencias se mantuvieron a lo largo del tiempo, habiéndose modificado o fusionado en buena parte con la cultura blanca. Al mismo tiempo, algunas características de la cultura africana fueron potenciadas durante el período de esclavitud. El resultado de todo lo anterior es una cultura única y dinámica que ha tenido un profundo impacto sobre la cultura mayoritaria estadounidense.
Tras la emancipación, las tradiciones afroestadounidenses únicas siguieron aportando innovaciones radicales en campos como la música, el arte, la literatura, la religión, la cocina y otros campos. Diferentes sociólogos del siglo XX como Gunnar Myrdal creían que los afroestadounidenses habían perdido la mayor parte de sus lazos culturales con África. Sin embargo, el trabajo de campo del antropólogo Melville Herskovits y otros demostró que ha habido un continuum en las tradiciones africanas entre los africanos de la diáspora. La mayor influencia de las prácticas culturales africanas sobre la cultura europea se puede observar al sur de la línea Mason-Dixon en el sureste de Estados Unidos.

## Música
La música afroestadounidense está arraigada en la música polirrítmica de diferentes grupos étnicos de África, especialmente aquellos de África Occidental, el Sahel y la región subsahariana. Las tradiciones orales africanas, cultivadas por los esclavos, promovían el uso de la música como forma de transmisión de la historia, como medio educativo, como vía para aliviar el sufrimiento y como forma para transmitir mensajes. La base africana de la música afroestadounidense se percibe en diferentes elementos: llamada y respuesta, sincopación, percusión, improvisación, notas osciladas, notas de blues, el uso del falsetto, melismas, y complejas armonías multipartes. Durante la esclavitud, los africanos en Estados Unidos fusionaron los himnos europeos tradicionales con elementos africanos para crear el espiritual.

## Danza
La danza afroestadounidense, como otros aspectos de la cultura afroestadounidense, encuentra sus raíces en las danzas de los cientos de grupos étnicos que formaban el colectivo de esclavos africanos llevados a Estados Unidos y América, así como influencias de fuentes europeas presentes en Estados Unidos. La danza en la tradición africana, y por lo tanto en la tradición de los esclavos, era parte tanto de la vida cotidiana como de ocasiones especiales. Muchas de estas tradiciones, como get down, ring shout y otros elementos del lenguaje corporal africano sobreviven como elementos de la danza moderna.

## Arte
Desde su primer origen en las comunidades de esclavos hasta finales del siglo XX, el arte afroestadounidense ha hecho una contribución vital al arte de Estados Unidos. figuras de hierro y vasijas de cerámica en el sur de Estados Unidos. Estos artefactos guardan similitudes con objetos de artesanía comparables de África Occidental y Central. Frente a este arte, algunos artesanos afroestadounidenses como Scipio Moorhead y el pintor Joshua Johnson crearon arte concebido a la moda europea.
Después de Estados Unidos, fue Haití, país de población casi por completo afrodescendiente, la segunda colonia en el continente americano en lograr la independencia. Tras los procesos de independencia, muchos países americanos ―Brasil, Estados Unidos, República Dominicana― han estimulado la inmigración de europeos, reduciendo así la proporción de población negra y mulata en el conjunto del país.
La literatura afroestadounidense se basa en las tradiciones orales de los esclavos africanos llevados a Estados Unidos. Los esclavos utilizaban las historias y fábula de un modo similar a como utilizaban la música. Estas historias influyeron sobre los primeros escritores y poetas afroestadounidenses del siglo XVIII como Phillis Wheatley y Olaudah Equino.
Durante el movimiento del siglo XX Renacimiento de Harlem, numerosos autores y poetas, como Langston Hughes, W. E. B. Du Bois y Booker T. Washington, dieron respuesta a la discriminación existente en Estados Unidos. Autores durante el movimiento por los derechos civiles en Estados Unidos, como Richard Wright, James Baldwin y Gwendolyn Brooks escribieron sobre temas relacionados con la segregación racial, la opresión y otros aspectos de la vida afroestadounidense. Esta tradición continúa hoy con autores como Alex Haley, Alice Walker, Toni Morrison, Octavia Butler y Walter Mosley